# Janet Hopps
Janet Hopps Adkisson (* 4. August 1934 in Berkeley als Janet Hopps) ist eine ehemalige US-amerikanische Tennisspielerin.

## Karriere
Janet Hopps spielte ihre besten Einzel bei Grand-Slam-Turnieren bei den Wimbledon Championships, wo sie zweimal im Achtelfinale ausschied, 1959 gegen Sally Moore und 1960 gegen Renée Schuurman. Sie erreichte zwar bei den internationalen französischen Meisterschaften, später French Open genannt, und bei den U. S. National Championships, später US Open, auch jeweils das Achtelfinale, bei diesen Turnieren entsprach dies jedoch dem Erreichen der dritten Runde, während es in Wimbledon die vierte Runde war. Sie spielte sie sich 1960 im Doppel von Wimbledon mit ihrer Partnerin Karen Susman bis ins Halbfinale, was in dieser Disziplin einen Karrierehöhepunkt dargestellt. Das Halbfinale verloren sie gegen die späteren Turniersiegerinnen Maria Bueno und Darlene Hard. Ihr bestes Grand-Slam-Ergebnis erreichte Hopps mit ihrem Doppelpartner Bob Mark. Im Jahr 1959 mussten sie sich erst im Mixed-Finale von Wimbledon ihren Kontrahenten Margaret Osborne und Neale Fraser geschlagen geben.
Hopps gewann 1961 sowohl den Einzel- als auch den Doppeltitel bei den US Indoor Championships und konnte den Titel im Mixed gemeinsam mit dem späteren Tenniskommentator und Autor Bud Collins für sich entscheiden.
Hopps Adkisson wurde 1998 in die Sports Hall of Fame des US-Bundesstaates Washington und 1999 Tennis Hall of Fame der Intercollegiate Tennis Association aufgenommen.

## Finalteilnahmen bei Grand-Slam-Turnieren

### Mixed
| Nr. | Datum              | Turnier            | Belag | Partner  | Finalgegner                   | Ergebnis        |
| --- | ------------------ | ------------------ | ----- | -------- | ----------------------------- | --------------- |
| 1.  | 13. September 1959 | U.S. Championships | Rasen | Bob Mark | Margaret Osborne Neale Fraser | 5:7, 15:13, 2:6 |